# Ann Nixon Cooper
Ann Louise Nixon Cooper (9 de janeiro de 1902 - 21 de dezembro de 2009) foi uma ativista estadunidense pelos direitos dos afro-americanos. Cooper ganhou fama internacional em 2008, após ser menciada em um discurso de Barack Obama, quando eleito presidente dos Estados Unidos. Ela faleceu no dia 21 de dezembro de 2009 aos 107 anos de idade.
ver https://www.geledes.org.br/ann-nixon-cooper-tributo-de-obama